# Brockville
Brockville è una città del Canada situata nella regione orientale della provincia dell'Ontario. Conosciuta con il nome di City of the 1000 Islands, la città è adagiata sulla sponda settentrionale del fiume San Lorenzo.
Al censimento del 2006 possedeva una popolazione di 21.957 abitanti. La città è capoluogo delle contee unite di Leeds e Grenville.